# Francisco Serrano Barrau
Francisco Serrano Barrau (Barcelona, 1926) es un guionista de cómic español que durante las décadas de 1970 y 1980 trabajó para la editorial Bruguera continuando muchas de sus series cómicas.

## Biografía
Francisco Serrano trabajó primero en una oficina, y luego como vendedor, hasta llegar a ser jefe de ventas en dos importantes empresas nacionales. En 1962 se casó con María Luisa Bartolomé y llegó a tener seis hijos.
En los años setenta abandonó su profesión de vendedor y empezó a colaborar en editorial Bruguera trabajando como ayudante de Montserrat Vives. A partir de 1976 empezó a escribir sus propios guiones.

## Obra
| Años | Título                 | Dibujante     | Tipo  | Publicación |
| ---- | ---------------------- | ------------- | ----- | ----------- |
|      | Tete Gutapercha        | Tran          | Serie |             |
|      | El botones Sacarino    |               | Serie |             |
| 1977 | Constancio Plurilópez  | Tran          | Serie |             |
| 1981 | Pepe Trola             | Jiaser        | Serie |             |
| 198- | Cucaracho              | Jiaser        | Serie |             |
| 198- | Maff y Osso            | Jiaser        | Serie |             |
|      | El profesor Tragacanto | Martz Schmidt | Serie |             |
|      | Trotamundo             | Íñigo         | Serie |             |
|      | Neronius               | Esegé         | Serie |             |